# Беглин, Бет
Элизабет Энн (Бет) Беглин (англ. Elizabeth Anne (Beth) Beglin, род. 2 апреля 1957, Тинек, Нью-Джерси, США) — американская хоккеистка (хоккей на траве), полевой игрок. Бронзовый призёр летних Олимпийских игр 1984 года.

## Биография
Бет Беглин родилась 2 апреля 1957 года в американском городе Тинек.
Жила в городе Аппел-Саддл-Ривер, окончила школу в Аллендейле. В 1979 году окончила Вестчестерский государственный колледж по специальности «здравоохранение и физическое воспитание».
В 1984 году вошла в состав женской сборной США по хоккею на траве на летних Олимпийских играх в Лос-Анджелесе и завоевала бронзовую медаль. Играла в поле, провела 5 матчей, забила 1 мяч в ворота сборной Канады.
В 1988 году вошла в состав женской сборной США по хоккею на траве на летних Олимпийских играх в Сеуле, занявшей 8-е место. Играла в поле, провела 5 матчей, мячей не забивала.
Параллельно работала тренером по хоккею на траве в Вестчестерском колледже, с 1987 года — ассистентом главного тренера команды университета Айовы, в 1987—1999 годах — главным тренером.
В 2004 году получила в Айове диплом юриста, позднее стала прокурором в округе Джонсон.

## Увековечение
В 2010 году введена в Зал славы университетского клуба Айовы.